# Luiz Henrique (ur. 1943)
Luiz Henrique, właśc. Luiz Henrique Ferreira de Menezes (ur. 5 września 1943 w Rio de Janeiro) – piłkarz brazylijski grający na pozycji ofensywnego pomocnika.

## Kariera klubowa
Luiz Henrique występował w Fluminense FC. Z Fluminense zdobył mistrzostwo stanu Rio de Janeiro – Campeonato Carioca w 1964.

## Kariera reprezentacyjna
Luiz Henrique występował w olimpijskiej reprezentacji Brazylii. W 1963 roku Luiz Henrique uczestniczył w Igrzyskach Panamerykańskich, na których Brazylia zdobyła złoty medal. Na turnieju w São Paulo Luiz Henrique wystąpił tylko w meczu z Chile.

## Kariera trenerska
Po zakończeniu kariery piłkarskiej Luiz Henrique został trenerem. Szkolił młodzież we Fluminense, a w 1981 i 1984 pełnił rolę tymczasowego trenera pierwszego zespołu. Później pełnił funkcję dyrektora lub menedżera w Corinthians Paulista, Santosie FC, reprezentacji Brazylii czy w krajach arabskich.